# Алатив
Алативний відмінок (алатив; скорочено ALL; від лат. allāt-, afferre "принести") — різновид місцевого відмінка. Часто алативом називають лативний відмінок у мовах, що не мають розрізнення між значеннями, охоплюваними лативом.

## Фінська мова
У фінській мові (що належить до уральських), алатив — п'ятий з місцевих відмінків, відповідає на питання "на кого/що?". Закінчення відмінка — "-lle", наприклад: pöytä (стіл) — pöydälle (на стіл). Алатив є логічним доповненням адесиву, та може також відповідати на питання "біля кого/чого?". Наприклад, koululle означає "біля школи". Подібним чином цей відмінок використовується і з часом: ruokatunti (обідня перерва) — ... lähti ruokatunnille ("...(хвилин, годин) лишилось до обідньої перерви"). Деякі дієслова вживаються разом із цим відмінком: kävely "прогулянка" — mennä kävelylle "піти на прогулянку (піти гуляти)". Також означає "до кого/чого?" або "задля кого/чого?", наприклад: minä "я" — minulle "до/для мене".
Інші місцеві відмінки, присутні у фінській та естонській мовах:
- Інесив (у кому/чому?)
- Елатив (з кого/чого?)
- Ілатив (у кого/що?)
- Адесив ("на кому/чому?")
- Аблатив (від кого/чого?)

## Грецька мова
У мікенській грецькій, алатив позначався закінченням -de, у випадках, де це не енклітика, наприклад: te-qa-de, *Tʰēgʷasde — "до Фів" (Лінійне Б: 𐀳𐀣𐀆). Це закінчення залишилось у давньогрецькій, у таких словах, як Athḗnaze — знахідний Athḗnās + -de.

## Іврит
У давньоєврейській (частіше у класичному івриті), "спрямоване хе", "місцеве хе" або "хе локаль", у вигляді іменникового суфікса ־ָה‬ /-ɔh/ (часто у топонімах) також виконує роль алативного маркера, та часто перекладається як "до (чого)". Спрямоване he лишилось у пізніших формах івриту у висловах на кшталт מעלה‬ (догори) та הביתה‬ (додому).

## Ван'ї
Ван'ї, загрожена австралійська мова, має алативні суфікси -kurru/wurru.

## Латинська мова
У латині знахідний відмінок у назвах міст та малих островів використовується на позначення спрямованого руху до цього міста чи острова, подібно до алатива.

## Удмуртська мова
В удмуртській мові, на позначення алативного відмінка використовується завершення "-лань" /ɫɑɲ/.